# 裂铠船蛆
裂铠船蛆（学名：Teredo manni）是海螂目蛀船蛤科蛀船蛤屬的一种。

## 分佈
本物種分佈於中国大陆的廣東（台山縣橫山、陽江縣東平、東海島）、廣西（防城縣企沙）、海南（清瀾港、三亞港、瓊山縣北港和曲口）、南中國海、新加坡及澳洲昆士蘭州，少數個體棲息於浸於海水中的木材，大多數均棲息在沿海生活的紅樹樹幹或根內、有些生活於樹幹中的個體，可延根深入泥中數十釐米，僅露其末端的水管於泥外、數量多而體型大，體長可達一公尺，是廣東沿海危害紅樹和較低鹽度中的木材建築物較為嚴重的種類。